# Daniel Bettermann

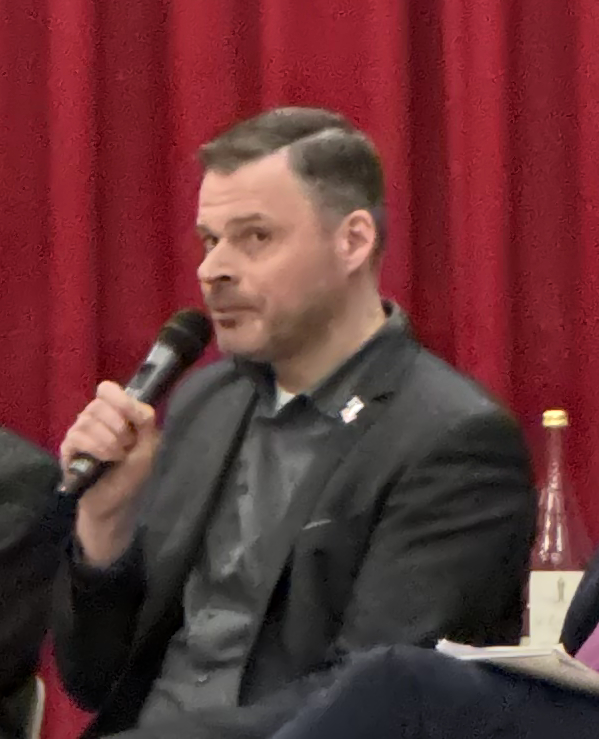
Daniel Bettermann (2025)

Daniel Bettermann (* 17. Oktober 1980 in Warburg) ist ein deutscher Politiker für die Sozialdemokratische Partei Deutschlands. Seit 2025 ist er Mitglied des Deutschen Bundestags.

## Leben
Bettermann wurde als jüngstes von vier Kindern im westfälischen Warburg geboren, im Alter von zwei Jahren zog er jedoch nach der Trennung seiner Eltern mit seiner Mutter nach Kassel. Nach seinem Schulabschluss 2002 in Kassel machte er zunächst Zivildienst in einem Kinderkrankenhaus, bevor er 2003 an der Universität Kassel zu studieren begann. Er studierte zunächst Sozialwesen, wechselte aber nach nur einem Jahr zu Politikwissenschaft mit Beifach Wirtschaftswissenschaft, welches er 2010 mit einem Master abschloss. Schon parallel zu seinem Studium begann er selbstständig als Kommunikationsberater zu arbeiten, daneben arbeitete er in verschiedenen anderen Berufen. 2015 übernahm er schließlich die Leitung des Wahlkreisbüros von Ulrike Gottschalck, der SPD-Bundestagsabgeordneten aus Kassel, und anschließend am 2017 das Büro von deren Nachfolger Timon Gremmels. Im Februar 2022 begann er in der Öffentlichkeitsarbeit für den Landkreis Kassel zu arbeiten.
Daneben ist Bettermann seit vielen Jahren beim KSV Hessen Kassel ehrenamtlich aktiv, zunächst unterstütze er den Verein im Bereich Medien, ehe er 2016 in den Vorstand aufgenommen wurde. Dort ist er für Marketing, Medien, Sponsoring und Spieltagsorganisation zuständig. Daneben engagierte er sich auch beim HFV. Daneben ist er Mitglied der IG Metall.
Bettermann ist liiert und kinderlos.

## Politik
Bereits 2007 trat Bettermann in die SPD ein. Zwischen 2011 und 2015 saß er für die SPD im Ortsbeirat des Stadtteils Waldau.
Im Juli 2024 wurde er von den Vorsitzenden der SPD-Unterbezirke um Kassel als Kandidat für den Bundestagswahlkreis 167 vorgeschlagen und im November desselben Jahres mit 96,4 % offiziell nominiert. Bei der Bundestagswahl 2025 erreichte er 27,7 % der Erststimmen, wodurch er erstmals in den Bundestag einzog. Er ist im 21. Deutschen Bundestag ordentliches Mitglied der Ausschüsse für Digitales und Staatsmodernisierung und für Wirtschaft und Energie, sowie stellvertretendes Mitglied in vier weiteren Ausschüssen.